# 가네무라 미구
가네무라 미구(일본어: 金村 美玖, 2002년 9월 10일~)는 일본의 여성 아이돌, 패션 모델이며, 여성 아이돌 그룹인 히나타자카 46의 멤버로 활동 중이다.